# Altmünster
Altmünster, auch nichtamtlich Altmünster am Traunsee, ist eine Marktgemeinde im Bundesland Oberösterreich im Bezirk Gmunden am Traunsee mit 10.076 Einwohnern (Stand 1. Jänner 2024). Die Gemeinde liegt im Gerichtsbezirk Gmunden.

## Geografie
Altmünster liegt auf 442 m Höhe (Ort) im nördlichen Salzkammergut und gehört traditionell zum Traunviertel. Sie reicht von der westlichen Gipfelregion des Höllengebirges (Hochlecken und Brunnkogel 1708 m) bis zum Gmundner Strandbad (Seehöhe 422 m). Der westliche Gemeindeteil hat Mittelgebirgscharakter und grenzt an die östlichen Gemeinden des Attersees. Der Hauptort Altmünster liegt direkt am Traunsee. Die beiden größten Ortschaften Neukirchen und Reindlmühl liegen im Aurachtal. Oberhalb des Traunsees erstreckt sich eine ausgedehnte Wiesenlandschaft bis zu den waldreichen Erhebungen im Hinterland (Gmundnerberg, Grasberg und Richtberg). Die Ausdehnung beträgt von Nord nach Süd 14,2 km, von West nach Ost 11,5 km. Die Gesamtfläche beträgt 79 km². 48,1 % der Fläche sind bewaldet, 35,4 % der Fläche sind landwirtschaftlich genutzt.

### Gemeindegliederung
Das Gemeindegebiet umfasst folgende zehn Ortschaften (in Klammern Einwohnerzahl Stand 1. Jänner 2024):
- Altmünster (4677)
- Eben (224)
- Ebenzweier (191)
- Eck (612)
- Gmundnerberg (234)
- Grasberg (705)
- Mühlbach (223)
- Nachdemsee (518)
- Neukirchen (2619)
- Reindlmühl (73)

Die Gemeinde besteht aus den Katastralgemeinden Altmünster, Eben, Ebenzweier, Gmundnerberg, Grasberg, Mühlbach, Nachdemsee, Neukirchen, Ort-Altmünster und Reindlmühl.

### Nachbargemeinden
| Aurach am Hongar      | Pinsdorf                                    | Gmunden (Zentrum)            |
| Weyregg am Attersee   | Kompassrose, die auf Nachbargemeinden zeigt | Traunsee (Grenze zu Gmunden) |
| Steinbach am Attersee | Ebensee                                     | Traunkirchen                 |

## Geschichte
Als geschichtlich gesichert gilt, dass der Raum Altmünster kontinuierlich seit der Bronzezeit besiedelt ist.
Dies beweisen verschiedene Funde im Bereich des Brennbühels (Schotterterrasse am Fuße des Gmundnerberges, die Pfahlbaureste im Bereich des Gmundner Strandbades und ein römischer Grabstein, der in der Pfarrkirche zu sehen ist).
Nach der Volkszugehörigkeit dürfte es sich zuerst um Kelten, dann um Römer gehandelt haben. Die bairische Landnahme (Anfang 8. Jahrhundert) ist durch die urkundliche Erwähnung der Abtei Trunseo (Schenkungsurkunde aus dem Jahre 909 n. Chr.), durch den Turm der Pfarrkirche, einen romanischen Taufstein in der Pfarrkirche selbst und durch einige alte Hausnamen gesichert.
Altmünster wird erstmals im Jahr 909 als Standort eines monasterium namens „Trunseio“ erwähnt. Ursprünglich im Ostteil des Herzogtums Bayern liegend, gehörte der Ort seit dem 12. Jahrhundert zum Herzogtum Österreich. Seit 1490 wird er dem Fürstentum Österreich ob der Enns zugerechnet. Während der Napoleonischen Kriege war der Ort mehrfach besetzt.
Mittelalter und Neuzeit bis zum Jahre 1849 sind durch die Grundherrschaften gekennzeichnet. Münster – so die alte Bezeichnung – war politisch weitgehend auf die Herrschaft Ort und kirchlich auf Pfarre Altmünster ausgerichtet. Diese umfasst seit alters her das gesamte Gebiet des heutigen Altmünster ohne Neukirchen, Pinsdorf und fast das ganze heutige Gmunden außer der eigentlichen Stadt innerhalb der Mauern. Letzteres kam erst 1774 zur Gmunder Stadtpfarre.
Altmünster ist seit Schaffung der Ortsgemeinden nach 1848/49 selbständige Gemeinde, die damals 4000 Einwohner zählte. Schon 1861 wurde die eigenständigen Gemeinden Neukirchen (nur diese Katastralgemeinde) und Ort[h] aufgelöst, von zweiterer kamen die Katastralgemeinden Ort und Gmundnerberg zu Altmünster. Seit 1918 gehört die Gemeinde zum Bundesland Oberösterreich.
Nach dem Anschluss Österreichs an das Deutsche Reich am 13. März 1938 gehörte der Ort zum Gau Oberdonau. 1939 wurde die Katastralgemeinde Ort geteilt, der verbleibende Teil heißt seither Ort-Altmünster. Ort-Gmunden (mit dem Ort namens Ort und Schloss Ort, dem heutigen Bahnhofsviertel und Traunleiten mitsamt Theresienthal) kamen an die Stadt Gmunden.
Nach 1945 erfolgte die Wiederherstellung Oberösterreichs.
Am 9. Juli 1952 erfolgte die Erhebung zur Marktgemeinde.

### Einwohnerentwicklung
| Altmünster: Einwohnerzahlen von 1869 bis 2024 | Altmünster: Einwohnerzahlen von 1869 bis 2024 | Altmünster: Einwohnerzahlen von 1869 bis 2024 | Altmünster: Einwohnerzahlen von 1869 bis 2024 | Altmünster: Einwohnerzahlen von 1869 bis 2024 |
| --------------------------------------------- | --------------------------------------------- | --------------------------------------------- | --------------------------------------------- | --------------------------------------------- |
| Jahr                                          |                                               |                                               |                                               | Einwohner                                     |
| 1869                                          | 1869                                          |                                               | 4.778                                         | 4.778                                         |
| 1880                                          | 1880                                          |                                               | 4.683                                         | 4.683                                         |
| 1890                                          | 1890                                          |                                               | 4.742                                         | 4.742                                         |
| 1900                                          | 1900                                          |                                               | 4.951                                         | 4.951                                         |
| 1910                                          | 1910                                          |                                               | 5.244                                         | 5.244                                         |
| 1923                                          | 1923                                          |                                               | 5.329                                         | 5.329                                         |
| 1934                                          | 1934                                          |                                               | 5.917                                         | 5.917                                         |
| 1939                                          | 1939                                          |                                               | 6.328                                         | 6.328                                         |
| 1951                                          | 1951                                          |                                               | 7.383                                         | 7.383                                         |
| 1961                                          | 1961                                          |                                               | 7.348                                         | 7.348                                         |
| 1971                                          | 1971                                          |                                               | 7.921                                         | 7.921                                         |
| 1981                                          | 1981                                          |                                               | 8.556                                         | 8.556                                         |
| 1991                                          | 1991                                          |                                               | 9.067                                         | 9.067                                         |
| 2001                                          | 2001                                          |                                               | 9.445                                         | 9.445                                         |
| 2011                                          | 2011                                          |                                               | 9.522                                         | 9.522                                         |
| 2021                                          | 2021                                          |                                               | 9.884                                         | 9.884                                         |
| 2024                                          | 2024                                          |                                               | 10.076                                        | 10.076                                        |
| Quelle(n): Statistik Austria                  |                                               |                                               |                                               |                                               |

## Kultur und Sehenswürdigkeiten
- Schloss Traunsee
- Schloss Ebenzweier

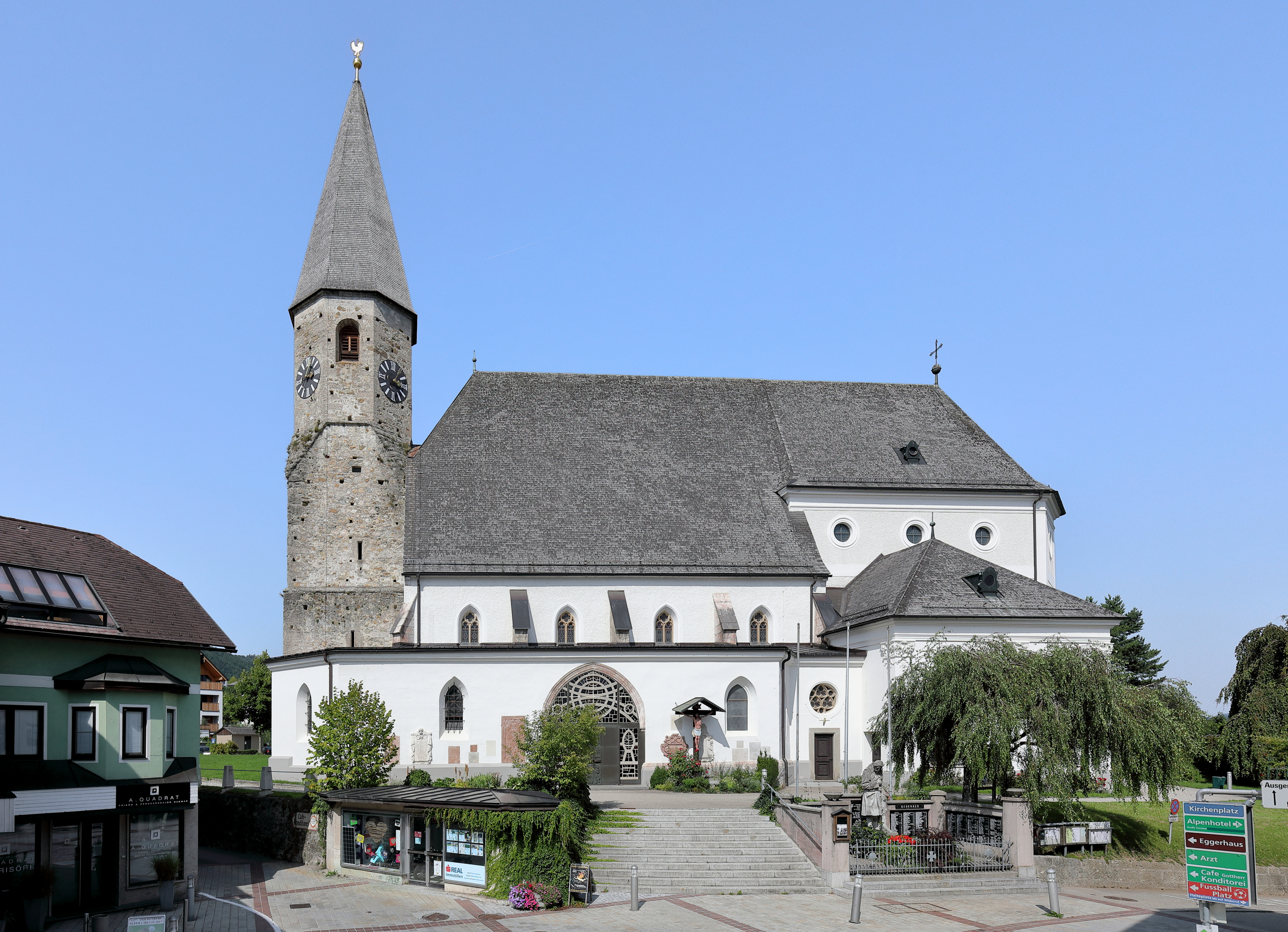
Pfarrkirche Altmünster

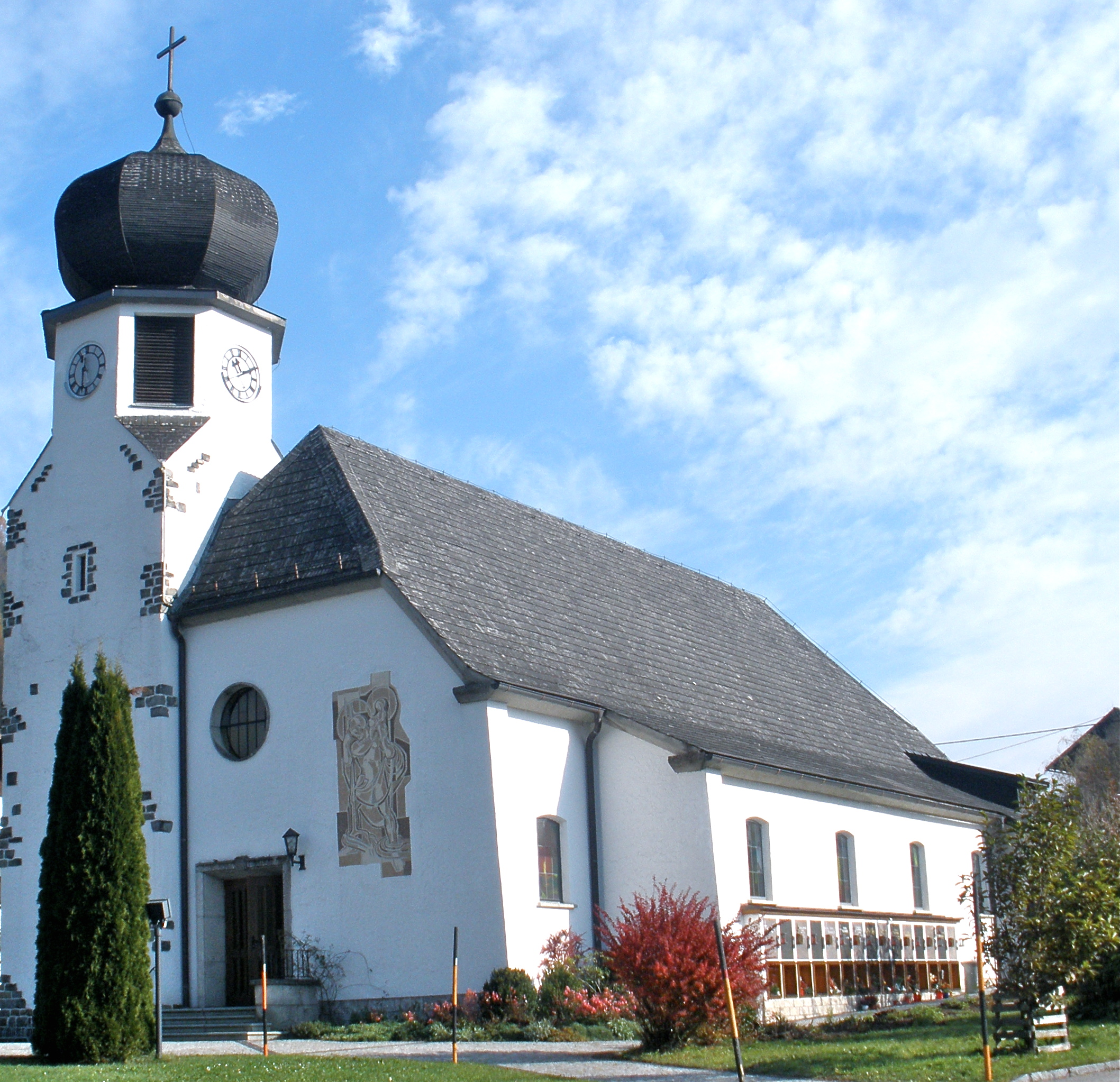
Kirche Reindlmühl

- Katholische Pfarrkirche Altmünster: Die älteste Pfarre im Bereiche des jetzigen Dekanates Gmunden ist Altmünster, früher einfach Münster genannt.

Wahrscheinlich errichteten die Agilolfinger Herzoge zu Anfang des 8. Jahrhunderts zur Förderung der geistigen und materiellen Kultur an der Ufergegend des Traunsees ein Mönchskloster und weihten die Kirche dem heiligen Ordensstifter Benedikt.
Doch hatte die Abtei keinen langen Bestand, da sie wohl 920 von den herandrängenden Magyaren zerstört wurde. Nach der Schlacht auf dem Lechfeld 955 kehrten die flüchtigen Einwohner in ihre Ortschaften zurück, und es erstand auch Münster wieder, zwar nicht mehr als Abtei, sondern als Pfarre. Münster war eine Großpfarre und umfasste als Mutterpfarre das Gebiet ihrer späteren Tochterpfarren Traunkirchen, Goisern, Hallstatt, Gmunden mit Ohlsdorf und Laakirchen, auch Schörfling und St. Georgen im Attergau. In einer alten Urkunde aus dem Jahre 1236 wird Münster „antiquissima parochia monasterialis“ (alte Pfarrei Münster) genannt. Aber schon im 12. Jahrhundert bildeten sich aus dem alten Seelsorgesprengel Münster die selbständigen Pfarren Traunkirchen, Ohlsdorf, Schörfling, St. Georgen im Attergau. Nur Pinsdorf verblieb als Filiale bei Altmünster. Das Lehensrecht über Altmünster hatten zunächst die steirischen Markgrafen inne, dann ging es auf die Herren von Ort über. Albert von Veldsperg und seine Gemahlin Gisela von Ort, die Letzte ihres Stammes, stifteten im Jahre 1269 das Nonnenkloster Imbach (1782 aufgehoben) in Niederösterreich und inkorporierten diesem Kloster die Pfarrei Altmünster, sodass die Nonnen von Imbach das Patronats- und Präsentationsrecht über Münster hatten. Im Jahre 1764 brachte Leopold Ernst Graf von Firmian, der Fürstbischof von Passau, um 6000 fl diese Rechte an sich. Die dem hl. Benedikt geweihte spätgotische Hallenkirche wurde um 1470/80 errichtet. Den Mittelpunkt des Hochaltares bildet das Gemälde „Der Tod des hl. Benedikt“ von Joachim von Sandrart. In der Allerheiligenkapelle befindet sich der Allerheiligenaltar aus Sandstein aus dem Jahr 1518. Der Altar zeigt eine vielfigurige Reliefgruppe von Heiligen in einer Renaissanceumrahmung.
- Katholische Filialkirche Reindlmühl: Die Kirche wurde in den Jahren 1955/56 nach Plänen von Gottfried Nobl errichtet. Sie ist dem heiligen Josef geweiht. Gottfried Nobl war von 1959 bis 2005 Linzer Dombaumeister. Im Jahr 1977 wurde hinter der Kirche eine Kapelle als Aufbahrungshalle gebaut.

- Oldtimermuseum „Rund ums Rad“: Dieses Museum zeigt mehr als 200 Jahre Geschichte der Drahtesel und Stahlrösser. Zahlreiche historische Themenbereiche, ein Hochradfahrsimulator, das Einrad-Motorrad und viele andere Kuriositäten werden hier gezeigt. Auf einigen Fahrzeugen darf man Platz nehmen und sich mit nostalgischem Gewand fotografieren lassen.[6]

## Wirtschaft und Infrastruktur

### Verkehr

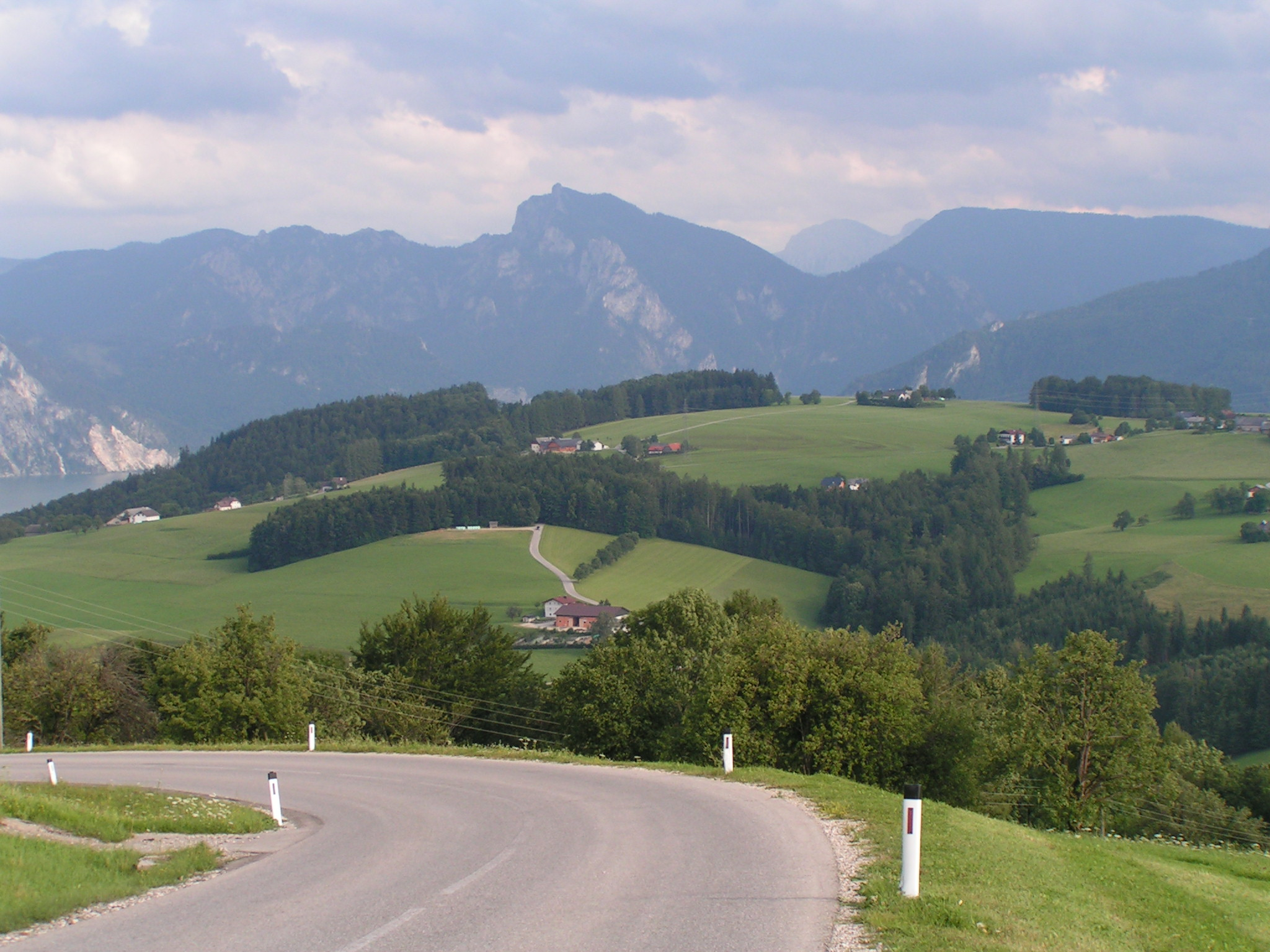
Straße vom Gmundnerberg in Richtung Grasberg. Im Hintergrund die Schlafende Griechin

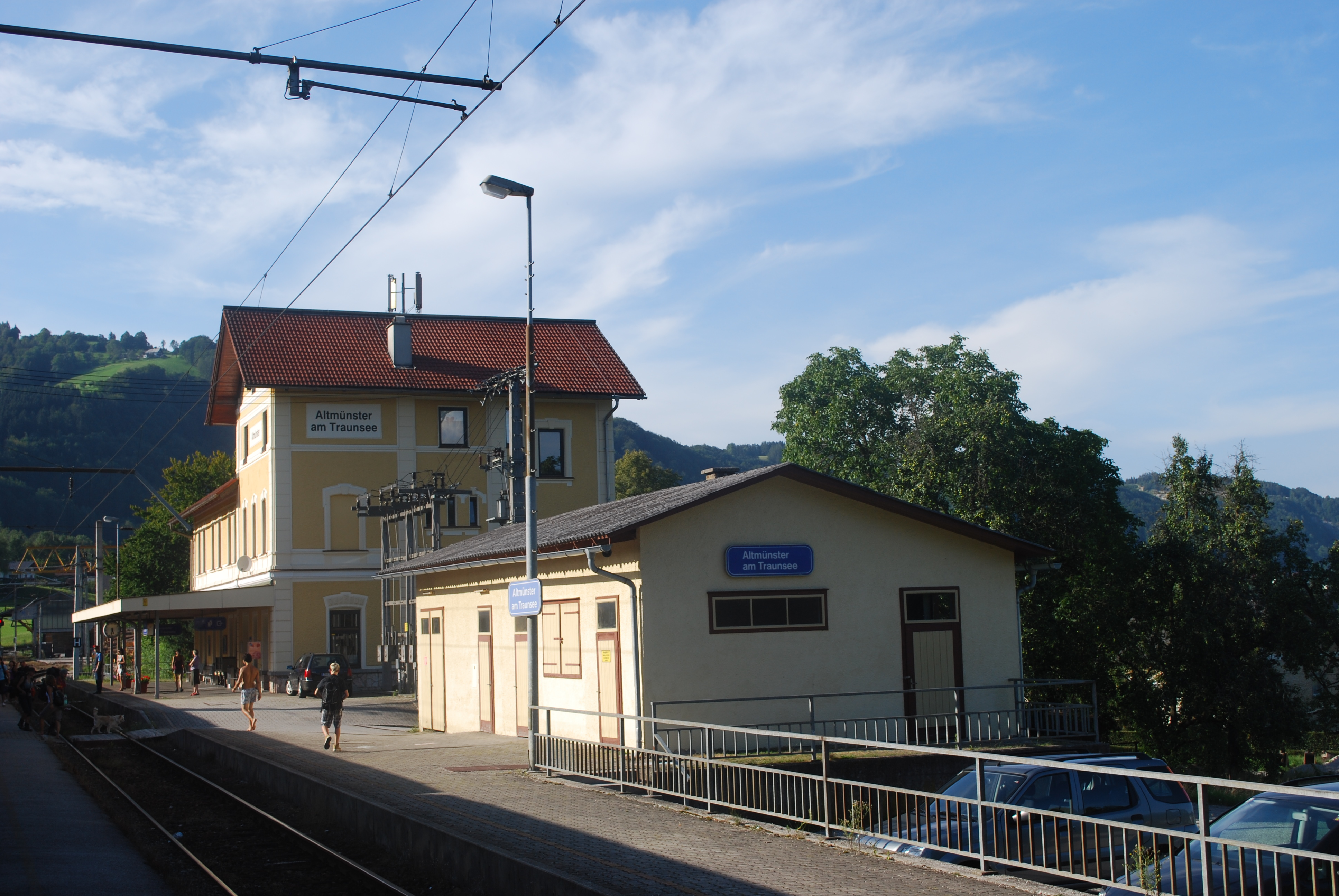
Bahnhof Altmünster

- Straße: Altmünster liegt an der Bundesstraße 145 (Salzkammergut Straße), die Altmünster mit Vöcklabruck, Gmunden, Bad Ischl, Bad Aussee und Trautenfels verbindet. Auf einer Landstraße, die durch das Gemeindegebiet von Altmünster verläuft, kann über die Taferl-Klause und die Taferlhöhe Steinbach am Attersee erreicht werden.
- Bus: In Altmünster verkehren mehrere Postbus-Linien, wodurch von Altmünster die nächstliegenden Städte Gmunden und  Bad Ischl erreichbar sind.

Weiters besteht durch die ÖBB eine Busverbindung sowohl in Richtung Bad Ischl als auch in Richtung Attnang-Puchheim.
- Bahn: Der Bahnhof Altmünster am Traunsee ist ein Durchgangsbahnhof an der Salzkammergutbahn. In Altmünster halten Regionalzüge und Regionalexpress-Züge der Relation Attnang-Puchheim – Stainach-Irdning. Es gibt Direktverbindungen nach Linz und täglich eine direkte InterCity-Verbindung von/nach Wien Hauptbahnhof. Zur Zeit der Eröffnung der Salzkammergutbahn gab es nur eine Halte- und Ladestelle namens „Ebenzweier“. Im Jahr 1897 wurde die Betriebsstelle zum Bahnhof aufgewertet und umbenannt „Ebenzweier-Altmünster“. Im Jahr 1947 erhielt dieser Bahnhof seinen heutigen Namen.[7] Das heute noch genutzte Empfangsgebäude wurde 1902 erbaut. Im Gebäude sind eine Wartehalle, ein besetzter Fahrkartenschalter und das Stellwerk untergebracht. Die Gleisanlage besteht aus Durchfahrgleis, Ausweichgleis, einem einseitig angeschlossenen Ladegleis sowie einem Anschlussgleis zum Sägewerk der Firma Rumplmayr direkt am Bahnhof. Am Durchfahrgleis liegt ein Seitenbahnsteig (Hausbahnsteig), das Kreuzungsgleis ist mit einem niedrigen Mittelbahnsteig erschlossen.

## Politik
Der Gemeinderat hat 37 Mitglieder.

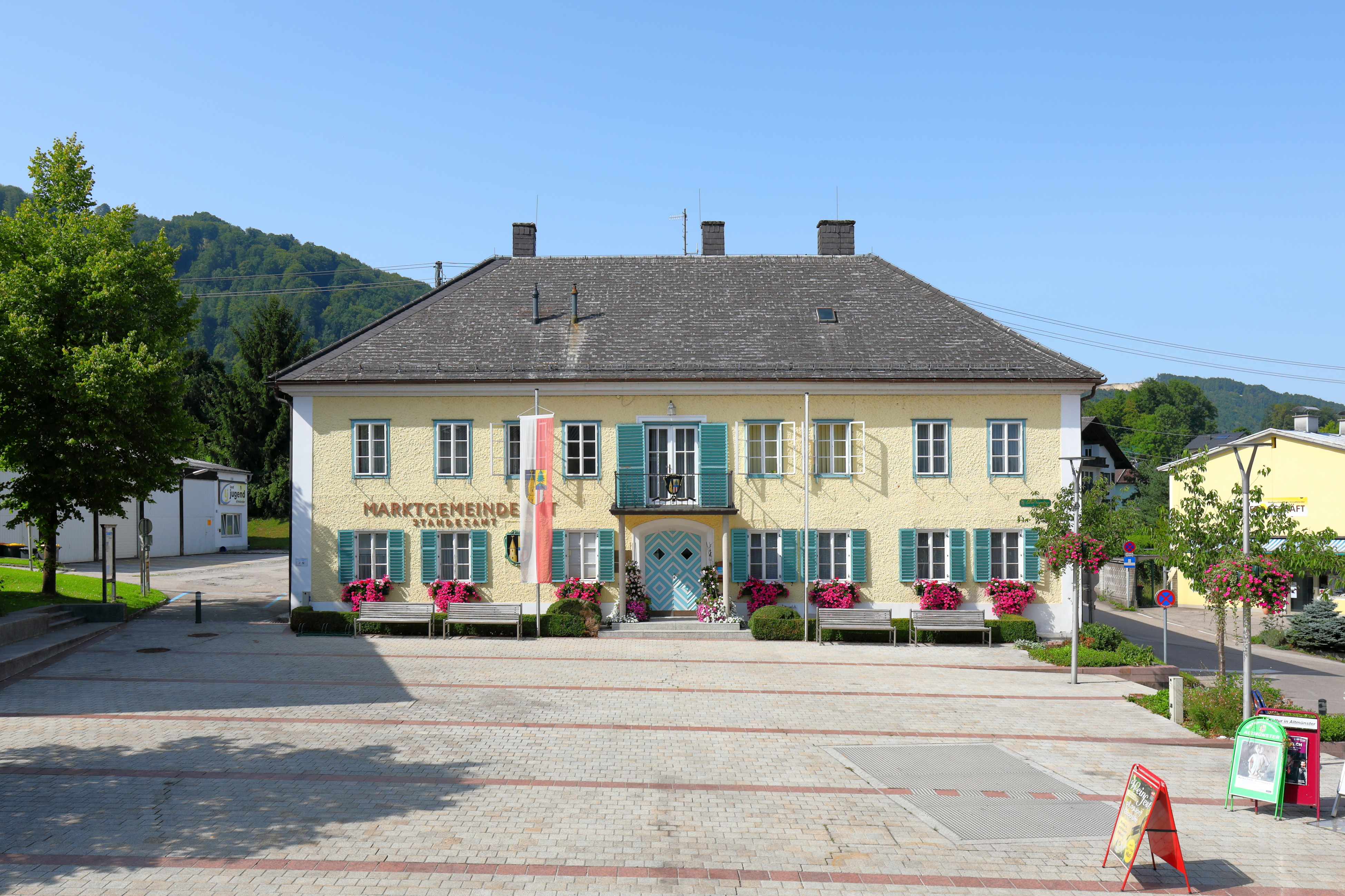
Gemeinde- und Standesamt von Altmünster

- Mit den Gemeinderats- und Bürgermeisterwahlen in Oberösterreich 2003 hatte der Gemeinderat folgende Verteilung: 20 ÖVP, 13 SPÖ, 3 GRÜNE und 1 FPÖ.[8]
- Mit den Gemeinderats- und Bürgermeisterwahlen in Oberösterreich 2009 hatte der Gemeinderat folgende Verteilung: 20 ÖVP, 10 SPÖ, 4 GRÜNE und 3 FPÖ.[9]
- Mit den Gemeinderats- und Bürgermeisterwahlen in Oberösterreich 2015 hatte der Gemeinderat folgende Verteilung: 15 ÖVP, 12 SPÖ, 7 FPÖ und 3 GRÜNE.[10]
- Mit den Gemeinderats- und Bürgermeisterwahlen in Oberösterreich 2021 hat der Gemeinderat folgende Verteilung: 20 ÖVP, 14 SPÖ und 3 FPÖ.[11][12]

### Bürgermeister
Bürgermeister seit 1850 waren:
- 1850–1861 Franz Sülzl
- 1861–1867 Maximilian Rischner
- 1867–1870 Johann Grünberger
- 1870–1874 Franz Nussbaumer
- 1874–1876 Johann Ahamer
- 1876–1882 Mathias Treml
- 1882–1891 Johann Pauli
- 1891–1894 Heinrich Otto Margelik
- 1894–1919 Franz Reisenbichler
- 1919–1920 Alois Nussbaumer
- 1920–1929 Franz Schmidleitner
- 1929–1942 Alfons Krenn
- 1942–1945 Otmar Ledinegg
- 1945–1955 Josef Wehinger
- 1955–1961 Walter Tomitza
- 1961–1989 Hugo Scheuba (ÖVP)[14]
- 1989–2002 Josef Treml (ÖVP)
- 2002–2015 Hannes Schobesberger (ÖVP)
- 2015–2021 Elisabeth Feichtinger (SPÖ)
- seit 2021 Martin Pelzer (ÖVP)[15]

### Wappen
Blasonierung: Gespalten und halbgeteilt; rechts in Schwarz der obere Teil eines goldenen, vom Schildfuß ausgehenden Kirchturmes mit viereckigem Untergeschoß und achteckigem Obergeschoß, die Fenster schwarz geöffnet, das achteckige Spitzdach gekrönt von einem Knauf mit Wetterhahn; links geteilt durch einen blauen, schmalen Balken, oben in Gold auf grünem Hügel ein grüner, schwarzstämmiger Nadelbaum, unten von Silber und Rot dreimal gespalten.
Das Wappen wurde 1952 zugleich mit der Markterhebung verliehen. Es zeigt den markanten Turm der Pfarrkirche, der gleichzeitig den Ortsnamen symbolisiert. Der Baum verweist auf die Forstwirtschaft und Holzindustrie in der Gemeinde, der blaue Balken auf die Lage am Traunsee. Die weiß-roten Pfähle sind dem Landeswappen entnommen.

### Gemeindepartnerschaften
- seit 1971  Düren-Niederau (Deutschland)

## Persönlichkeiten

### Söhne und Töchter der Gemeinde
- Cölestin Wolfsgruber (1848–1924), Benediktiner, Kirchenhistoriker, letzter k.u.k. Hofprediger zu St. Stephan in Wien
- Franz Salvator von Österreich-Toskana (1866–1939), Erzherzog von Österreich und Offizier
- Thomas Leitner (1876–1948), Maler
- Franz Stangl (1908–1971), Nationalsozialist, SS-Angehöriger und leitender Beamter in der NS-Tötungsanstalt Hartheim und der NS-Tötungsanstalt Bernburg sowie Lagerkommandant der NS-Vernichtungslager Sobibor und Treblinka
- Maria Singer (1914–2003), bayerisch-österreichische Volksschauspielerin
- Josef Ahammer (1935–2017), römisch-katholischer Priester, Generalvikar der Diözese Linz 1982–2003
- Valentin Schwarz (* 1989), Regisseur
- Eva Meindl (* vor 1990), Sängerin und Hochschullehrerin

### Personen mit Bezug zum Ort

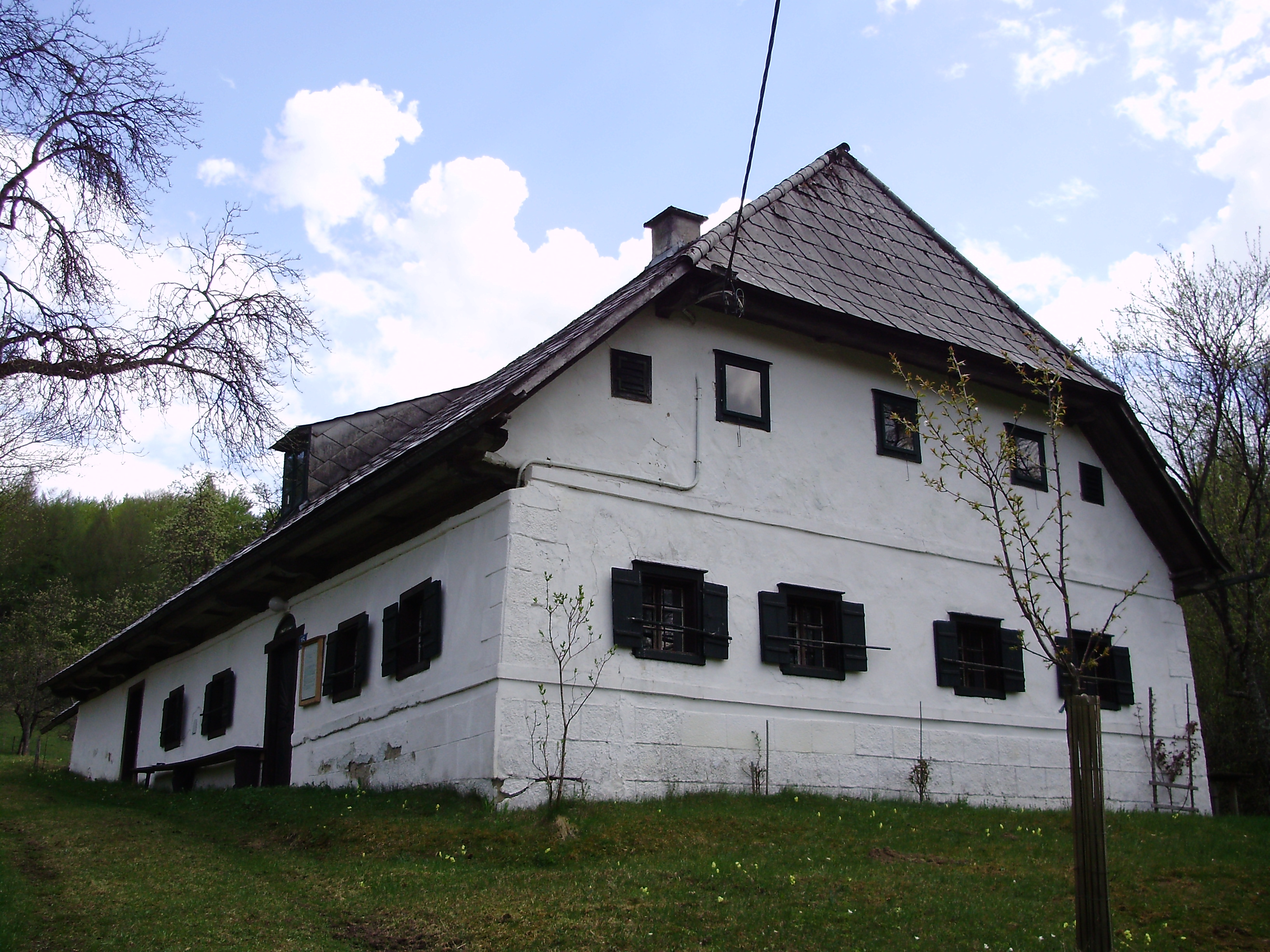
Thomas Bernhards Haus „Krucka“ am Grasberg

- Adam Graf von Herberstorff (1585–1629), bestattet in der Pfarrkirche Altmünster
- Franz Graf Folliot von Crenneville-Poutet (1815–1888), bestattet am Friedhof Altmünster
- Erzherzog Maximilian von Österreich-Este (1782–1863), bestattet am Friedhof Altmünster
- Erich Trinks (1890–1958), OÖLA-Direktor von 1951 bis 1955, bestattet am Friedhof Altmünster
- Thomas Bernhard (1931–1989), Schriftsteller, kaufte 1971 das Haus Grasberg 98, genannt die „Krucka“, und lebte und arbeitete dort zeitweise
- Klothilde Rauch (1903–1990), Bildhauerin, lebte und wirkte in Altmünster
- Elisabeth Lanz (* 1971), Schauspielerin, wuchs im von Hansheinz Reinprecht gegründeten SOS-Kinderdorf auf